# Da Da Dam
Da Da Dam – singel fińskiego piosenkarza Paradise Oskara napisany przez niego samego oraz wydany na debiutanckiej płycie studyjnej artysty zatytułowanej Sunday Songs z 2011 roku.
W 2011 roku utwór reprezentował Finlandię podczas 56. Konkursu Piosenki Eurowizji dzięki wygraniu w lutym finału krajowych eliminacji Euroviisut 2011 po zdobyciu największego poparcia telewidzów (46,7% głosów). Pod koniec kwietnia ukazał się oficjalny teledysk do piosenki.
10 maja numer został zaprezentowany przez Oskara w pierwszym półfinale widowiska i z trzeciego miejsca awansował do finału, w którym zaśpiewany jako pierwszy w kolejności i zajął ostatecznie 21. miejsce z 57 punktami na koncie, w tym m.in. z maksymalną notą 12 punktów do Norwegii.

## Nagranie
W sesji nagraniowej singla wzięli udział:
- Axel Ehnström – wokal prowadzący, autor tekstu, kompozytor, aranżacja
- Leri Leskinen – aranżacja
- Svante Forsbäck – mastering
- Tommi Vainikainen – miksowanie, realizacja nagrań
- Jaakko Kääriäinen, Johan Carlsson, Lauri Porra, Leri Leskinen, Matti Paatelma, Sami Kuoppamäki – instrumenty
- Leri Leskinen – producent, realizacja nagrań

Sesja nagraniowa odbyła się w Petrax Studios w Holloli i studiu Lerin Paja w Helsinkach, w którym wykonano także miksowanie. Masteringu dokonano w studiu Chartmakers w Helsinkach.

## Lista utworów
CD Maxi-single
1. „Da Da Dam” – 3:02

## Notowania na listach przebojów
| Kraj      | Lista (2011)          | Najwyższe miejsce |
| --------- | --------------------- | ----------------- |
| Finlandia | Nokia Musiikki Top 30 | 1                 |
| Finlandia | Singles Airplay Chart | 4                 |
| Finlandia | Singles Top 30        | 6                 |
| Niemcy    | Singles Top 50        | 46                |
| Austria   | Singles Top 75        | 64                |